# San Pier Niceto
San Pier Niceto är en ort och kommun i storstadsregionen Messina, innan 2015 i provinsen Messina, i regionen Sicilien i sydvästra Italien. Kommunen hade 2 770 invånare (2017).